# نبتة الشق
نبتة الشق أو هاليمولوبوس (الاسم العلمي: Halimolobos)، جنس نباتات مُزهرة من فصيلة الكرنبية. هي أعشاب معمرة محولية (ثنائية الحول) مهدها أمريكا الشمالية، خاصًة المكسيك.